# Niels Matthias Petersen
Niels Matthias Petersen (kendt som N.M. Petersen) (født 24. eller 25. oktober 1791 i Sanderum, Odense Herred, død 11. maj 1862) var en dansk filolog, sprogforsker og historiker.

## Liv og karriere
Hans fader var landsbyskrædder, men allerede i sit andet leveår blev han adopteret af Jacob Jørgensen, der var borger i Odense og gift med hans faster. Da Petersen i 1801 blev sat i Odense Latinskole, sluttede han snart et inderligt venskab med den fire år ældre Rasmus Rask, der vakte hans kærlighed til det gamle Norden. Efter at være blevet student 1808 studerede han teologi, men tog aldrig nogen embedseksamen. Et par år var han huslærer i en fynsk præstegård, og ansattes derefter 1815 som lærer ved Brahetrolleborg Seminarium, hvor han forblev, indtil seminariet nedlagdes i 1826. I 1829 fik han en stilling som underbibliotekar ved universitetsbiblioteket, og blev året efter registrator i Gehejmearkivet. I 1845 udnævntes Petersen som den første til professor i nordisk sprog ved Københavns Universitet, og den stilling besad han indtil sin død. Han blev medlem af Videnskabernes Selskab 1841.

## Retskrivning, sprog og stednavne
Petersens første værker var overvejende af sproglig art. Han udgav 1826 nogle småskrifter om retskrivning (i nær tilslutning til Rask) og samme år en Dansk Orddannelseslære. I 1829—30 udkom hans berømte prisskrift: Det danske, norske og svenske Sprogs Historie under deres Udvikling af Stamsproget, hvorved han lagde grunden til den historiske udforskning af modersmålene både i Danmark og Sverige. I hans senere sprogværker spores det stærkt, at egentlige grammatiske studier i grunden var ham imod; hans sproglige afhandlinger er især begejstrede opråb om at vedligeholde eller knytte forbindelse med Nordens oldtid og mellem de nordiske folk indbyrdes. Han ivrede for en nordisk retskrivning (Kortfattet dansk Retskrivningslære, 1837 med mere) og for sprogets nordiske renhed, således i Den nordiske Oldtids Betydning for Nutiden fra 1844—1845, Nogle Bemærkninger om Modersmaalet fra 1852, og Uddrag af Forelæsninger vedkommende de nordiske Sprog fra, 1861. På grænsen mellem de sproglige og historiske værker stod hans grundlæggende afhandling Danske og norske Stednavnes Oprindelse og Forklaring fra 1833, hvormed han grundlagde stedsnavnforskningen i Danmark.

## Historiske, mytologiske og geografiske værker
Historien tiltrak ham mere end den grammatiske forskning. 1834—1838 udkom Danmarks Historie i Hedenold, I—III (2. Udg. 1854—55), særlig værdifuld ved sin 3. del, som gav den første samlede udsigt over de gamle nordboeres materielle og åndelige livsvilkår; i nær forbindelse med dette værk står Haandbog i den gammelnordiske Geografi (1. Del 1834) og Nordisk Mytologi (1849; 2. Udg. 1863), bemærkelsesværdig ikke alene ved den store mængde mytologiske stof, som deri er samlet, men også ved grundbetragtningen af myterne, som han tillagde både en fysisk og en åndelig betydning, sammensmeltede til en enhed; han indtog derved et mellemstandpunkt mellem Finn Magnusen og N.F.S. Grundtvig. Danmarks historie i middelalderen belyste han blandt andet ved afhandlingerne om De Danskes Toge til Venden (1836—39), Bonde, Bryde og Adel (1847) og ved sit i forening med Christian Molbech besørgede Udvalg af danske Diplomer og Breve fra 14.—16. Aarhundrede (1842—58).

## Bidrag til den danske Litteraturs Historie
Mens de sidste værker især er frugter af hans virksomhed i arkivet, affødte hans universitetsundervisning det store monumentalværk Bidrag til den danske Litteraturs Historie, I—V (1853—1861, 2. udgave ved C.E. Secher 1867—1871), som i lang tid regnedes som et hovedværk om den ældre danske litteratur; fremstillingen gik kun til år 1800, en påtænkt fortsættelse nåede han ikke at give. Bogen havde to formål, dels at give en tilnærmelsesvis fuldstændig udsigt over, hvad der fandtes af litteratur i Danmark, dels at belyse og bedømme åndslivets litterære ytringer; af den grund havde den snart karakter af en systematisk ordnet bibliografi med masser af forfatternavne og bogtitler, snart bragte den åndfulde karakteristikker af perioder, personligheder og skrifter; gennem alle disse partier lyser forfatterens kærlighed til det ægte nordiske og hans sorg over dets undertrykkelse, hans varme følelse for alt åndfuldt og hans foragt for alt, hvad han anså for uånd. Værkets hovedfortjeneste er, at det giver den første samlede udsigt over hele den ældre litteratur, ikke blot den poetiske, dets hovedmangel, at de almeneuropæiske kulturpåvirkninger er utilstrækkeligt fremhævede; det var næsten symbolsk, at Petersen aldrig kom uden for Danmark. Den fremstilling af Den oldnordiske Litteraturs Historie, som udkom 1866, var kun løst henkastede optegnelser til forelæsninger, som man efter forfatterens død lod optrykke uforandrede.

## Populære skrifter
Af Petersens populære skrifter kan nævnes hans oversættelser af norske kongesagaer i Oldnordiske Sagaer, udgivet af Oldskriftselskabet, 4—10 bind, 1831—1836) og især hans skønne fordanskninger af islandske slægtsagaer i Historiske Fortællinger om Islændernes Færd, I—IV, 1839—1844, 4. udgave 1923 ff.).

## En folkevækker
Petersen var ikke selv digter: hans digte, hvoraf kun lidt udkom, er uden større værd, men han var "en sangersjæl", og ved hele sin videnskabelige virksomhed stræbte han efter et lignende mål som Oehlenschläger, Grundtvig og Ingemann: at vække folkets nationale bevidsthed ved stadig at holde det fortiden for øje. Hans fine, af Rousseau og Bernardin de Saint-Pierre påvirkede stil og det præg af hans ædle personlighed, som hans værker bærer, har nok så meget som hans grundige lærdom ladet hans ord vinde genklang i vide kredse.

## Forfatterskab
- "De danskes Toge til Venden. En historisk Fremstilling" i Annaler for nordisk Oldkyndighed og Historie 1836; s. 177-243
- Det Danske, Norske og Svenske Sprogs Historie under deras udvickling av stamsproget, Vol. 1-2; København 1829
- Oldnordiske sagaer, 1. bind; København 1826
- Oldnordiske sagaer, 2. bind; København 1827
- Oldnordiske sagaer, 3. bind; København 1827
- Oldnordiske sagaer, 4. bind; København 1831
- Oldnordiske sagaer, 5. bind; København 1831
- Oldnordiske sagaer, 6. bind; København 1832
- Oldnordiske sagaer, 7. bind; København 1832
- Oldnordiske sagaer, 8. bind; København 1834
- Oldnordiske sagaer, 9. bind; København 1835
- Oldnordiske sagaer, 10 bind; København 1836
- Oldnordiske sagaer, 11. bind; København 1829
- Oldnordiske sagaer, 12. bind; København 1837
- N.M. Petersen: Det færøske sprog. Fædrelandet 13-5-1845
- Nordisk mythologi: forelæsninger; København 1849
- Bidrag til den danske literaturs historie, 1-2. bind; København 1853
- Bidrag til den danske literaturs historie, 4. bind; København 1858
- Bidrag til den danske literaturs historie, 5. bind; København 1861
- Bidrag til den danske literaturs historie, slutning; København 1864
- Danmarks Historie i Hedenold, 2. del; København 1854
- Historiske fortællinger om islændernes færd hjemme og ude, 1. del; København 1862